# Chlístov (okres Rychnov nad Kněžnou)
Chlístov (německy Chlistau) je obec, která se nachází v okrese Rychnov nad Kněžnou v Královéhradeckém kraji. Žije zde 79 obyvatel.

## Historie
Přesná doba vzniku obce není známa. První písemná zmínka o obci pochází z roku 1545. Podle ústního podání se obec původně jmenovala Lískov – snad od lískových keřů, které hojně rostly v místě nynější obce.
Chlístov patřil pod správu obce Spy (místní část Nového Města nad Metují) až do roku 1872, kdy se obec osamostatnila. V obecní kronice najdeme záznamy o majitelích jednotlivých usedlostí již kolem roku 1760. Roku 1904 byl v obci založen hasičský sbor.
V novodobé historii od roku 1960 do roku 1991 byla obec sloučena se sousední obcí Val. V letech 1978–1979 byla vybudována požární nádrž.
Roku 1991 se obec opět osamostatnila.
V roce 2005 se obec stala členem DSO Region Novoměstsko a DSO Orlické Hory.

## Galerie

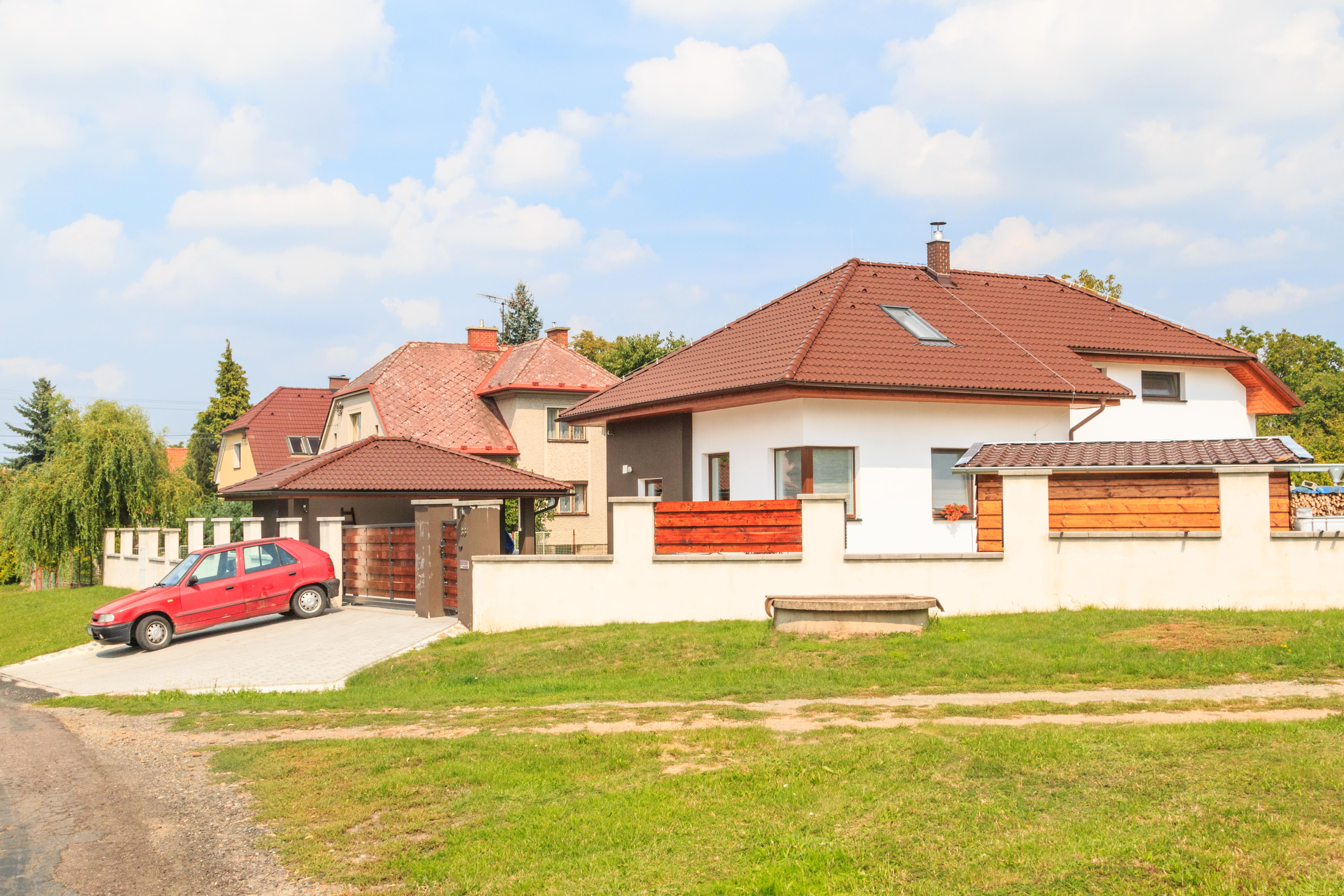
Dům čp. 33
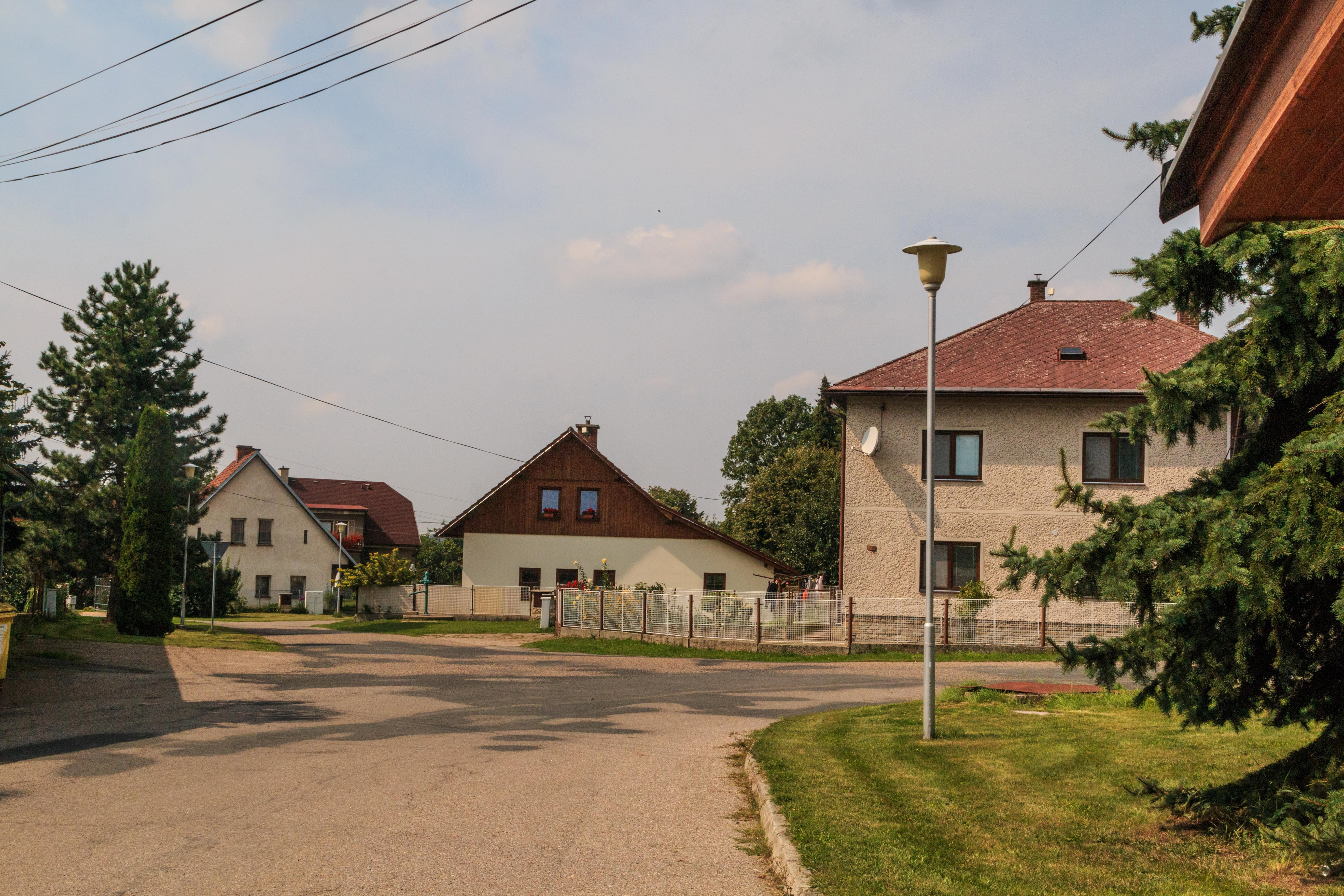
Dům čp. 16
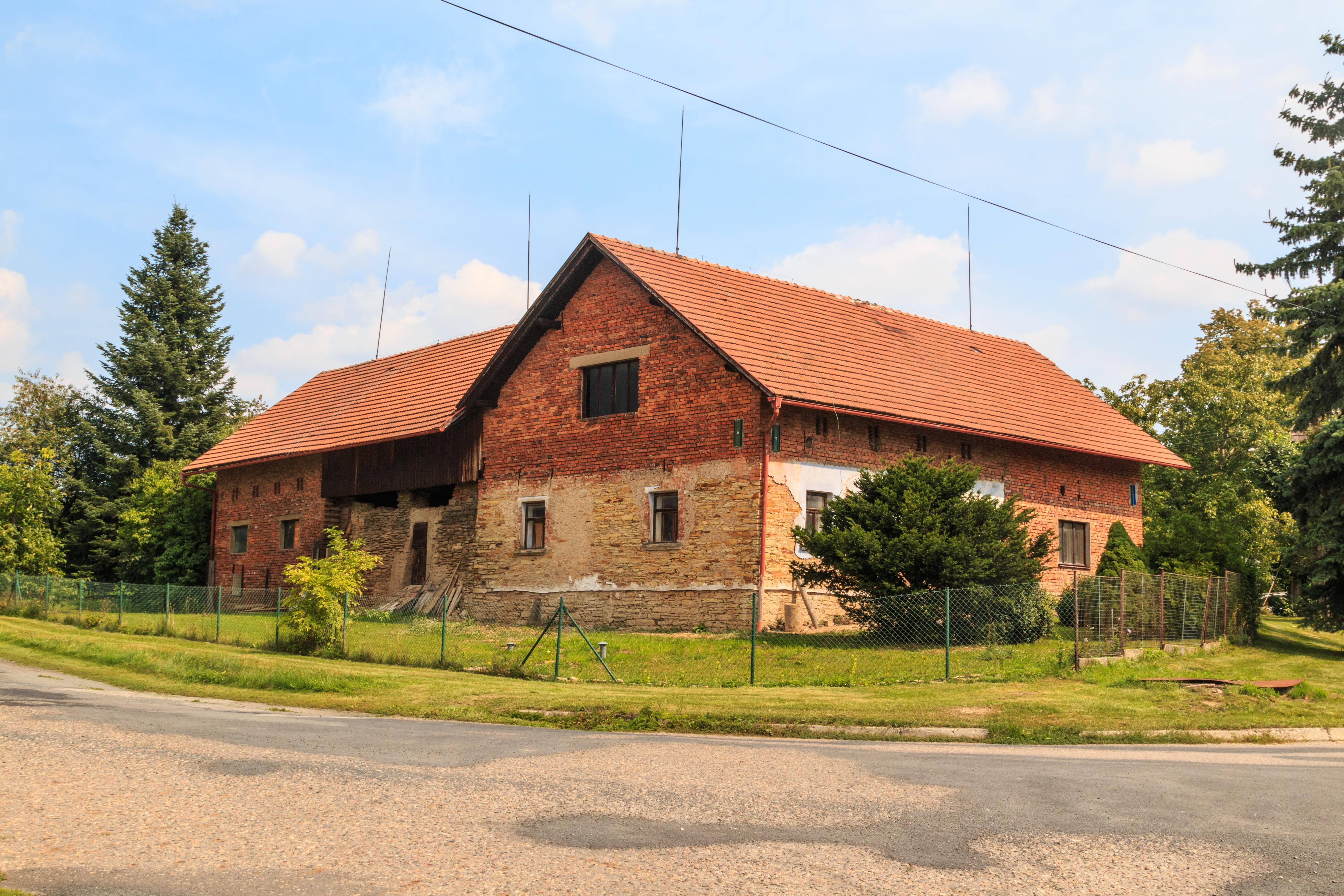
Dům čp. 1
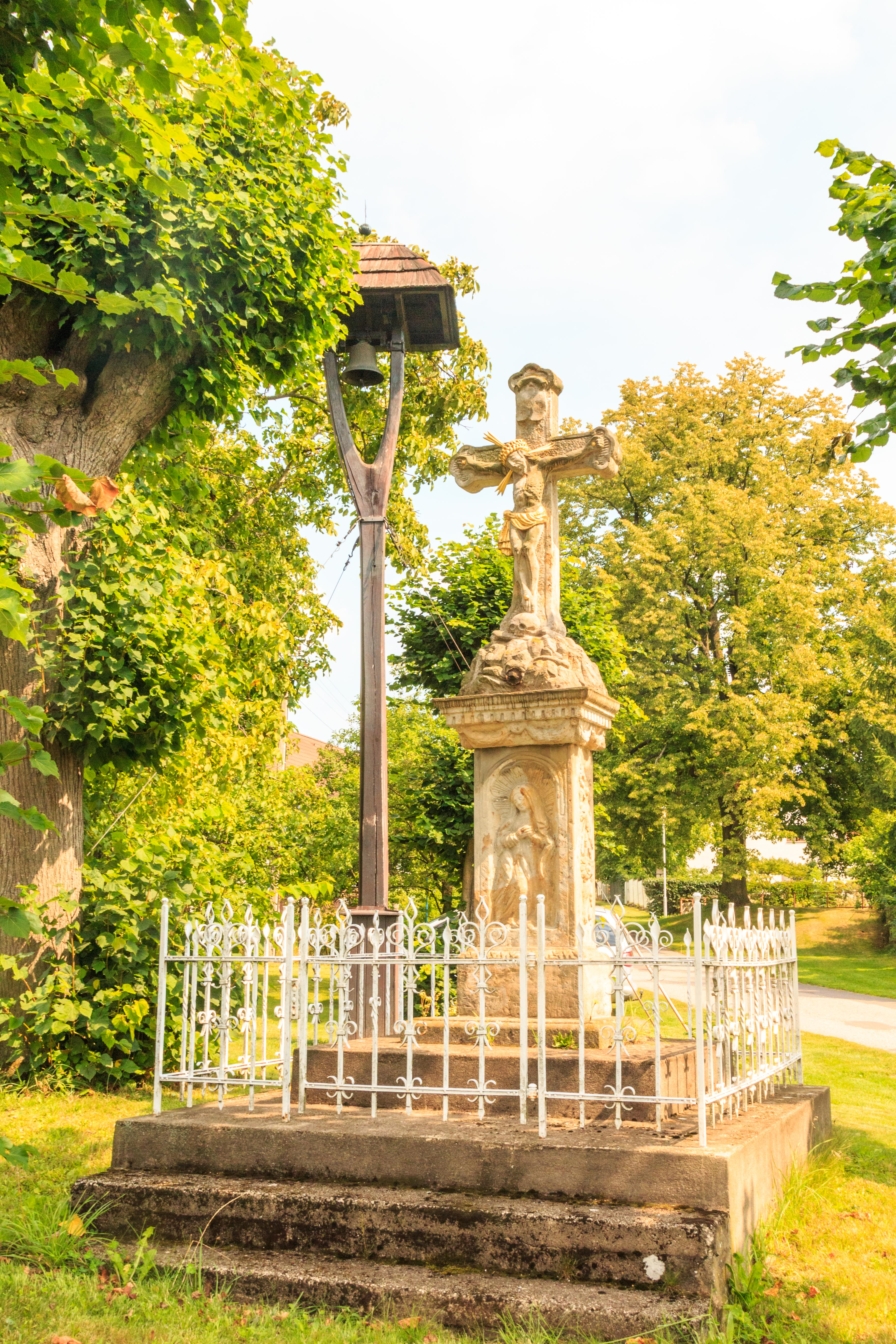
Kříž v Chlístově
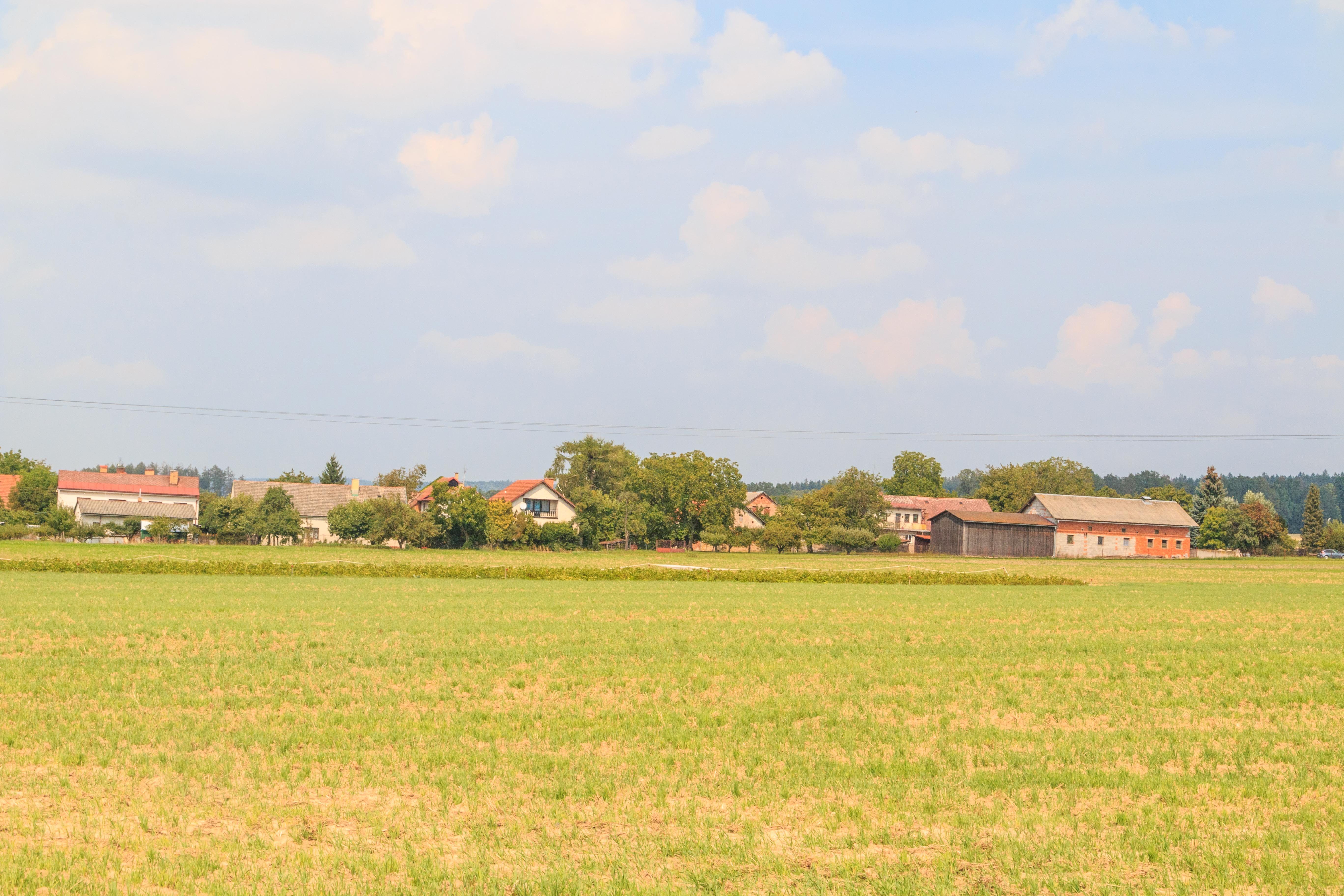
Pohled ze silnice od Valů